# Iven Mackay
Pour les articles homonymes, voir Mackay.
Iven Mackay (7 avril 1882 - 30 septembre 1966) est un officier supérieur australien de l'infanterie.
Il servit en Europe pendant les deux guerres mondiales. Il fut ainsi dans le corps expéditionnaire à Gallipoli en 1915-1916 et pendant la bataille de Grèce en 1941.